# Renocila loriae
Renocila loriae är en kräftdjursart som beskrevs av Williams och Bunkley-Williams 1992. Renocila loriae ingår i släktet Renocila och familjen Cymothoidae. Inga underarter finns listade i Catalogue of Life.